# Lünen
Lünen is een bedevaartoord en is tevens de grootste stad in de Kreis Unna in de Duitse deelstaat Noordrijn-Westfalen. De gemeente telt 85.838 inwoners (31 december 2020) op een oppervlakte van 59,20 km².
De rivier de Lippe stroomt door de stad.
De drie noordelijke stadsdelen, ten noorden van deze rivier, kunnen tot het Münsterland gerekend worden; het gebied aan en ten zuiden van de Lippe is deel van het noordelijke Ruhrgebied. Belangrijkste buurgemeentes zijn Kamen, 10 km oostelijk van het centrum van Lünen, en Dortmund, 14 km ten zuiden daarvan.

## Stadsdelen

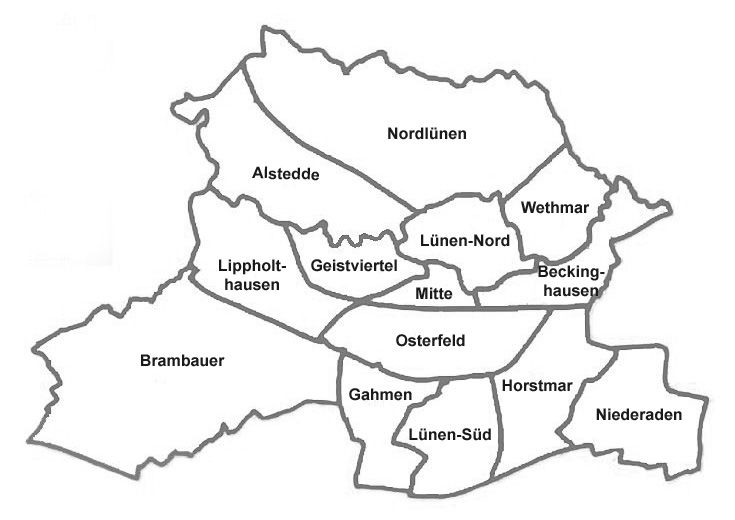
De 14 Stadtbezirke (stadsdistricten) van Lünen

Lünen is onderverdeeld in 14 stadsdistricten (Stadtbezirke):
- Lünen-Mitte (met het stadscentrum)
- Geistviertel
- Horstmar (niet te verwarren met Horstmar in de Kreis Steinfurt, dat eveneens in Noordrijn-Westfalen ligt, maar 65 km noordelijker)
- Osterfeld
- Lünen-Nord
- Beckinghausen
- Niederaden
- Lünen-Süd
- Gahmen
- Brambauer (met 20.000 inwoners gezien de ligging meer op Dortmund dan op Lünen georiënteerd[2])
- Lippholthausen (bijna geheel bestaande uit industrie- en haventerreinen)
- Alstedde
- Nordlünen
- Wethmar.

## Bevolkingscijfers
31 december 2018: 86.449 (statistiek van de deelstaat Noordrijn-Westfalen).
31 december 2019: bron: gemeente Lünen; totaal gemeente: 88.395 inwoners; 
als volgt over de Stadtbezirke verdeeld:
- Alstedde	         6.474
- Beckinghausen	           971
- Brambauer	        19.432
- Gahmen	                 3.800
- Geistviertel	         5.487
- Horstmar	         7.491
- Lippholthausen	            85
- Lünen-Nord	         9.947
- Lünen-Süd	         8.019
- Niederaden	         2.248
- Nordlünen	         9.751
- Osterfeld	         7.191
- Centrum 	         2.867
- Wethmar	         4.632

Ultimo 2019 was van de bevolking der gemeente ca. 27% evangelisch-luthers, 29% rooms-katholiek en 56% aanhang(st)er van een andere of van in het geheel geen geloofsgemeenschap.

## Infrastructuur

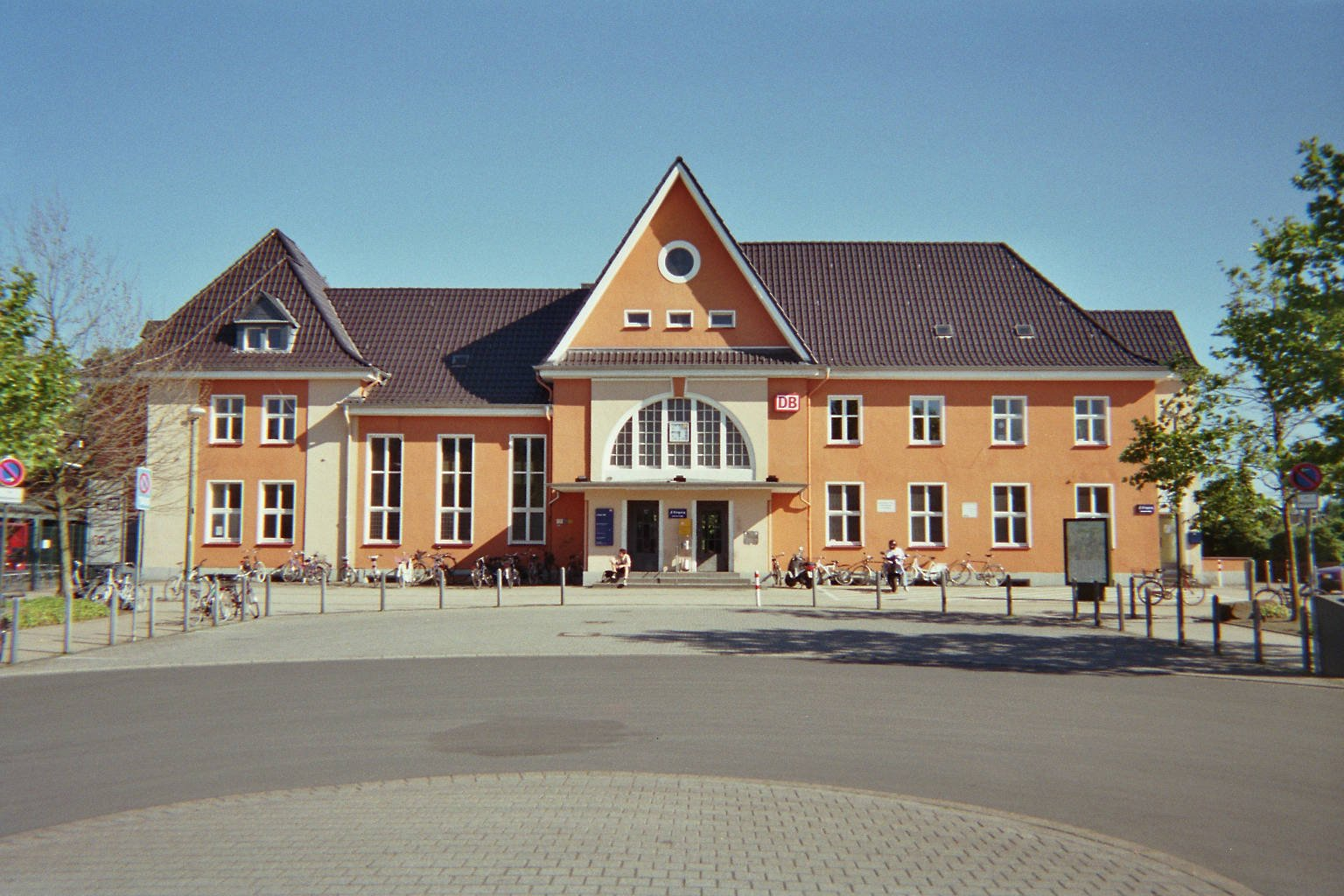
Lünen Hauptbahnhof
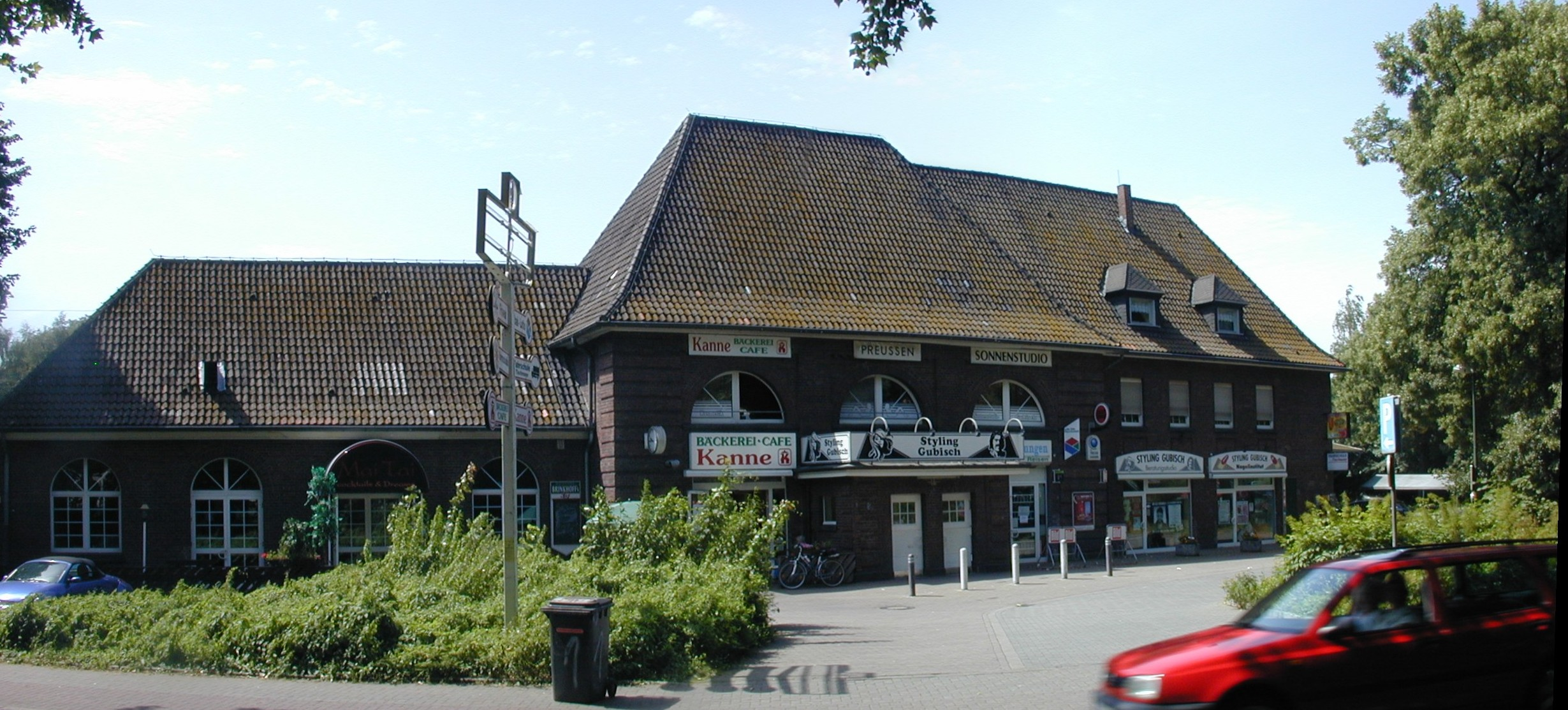
Station Bahnhof Preußen, Lünen-Horstmar
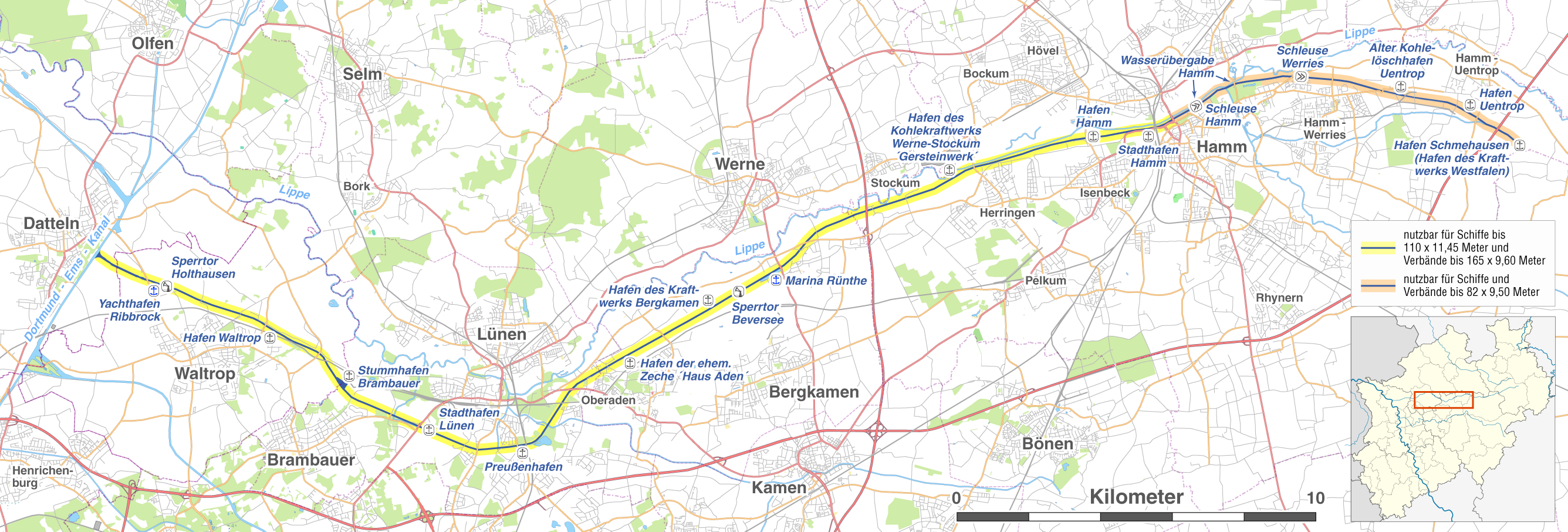
Kaart Datteln-Hammkanaal met links de 3 havens van Lünen
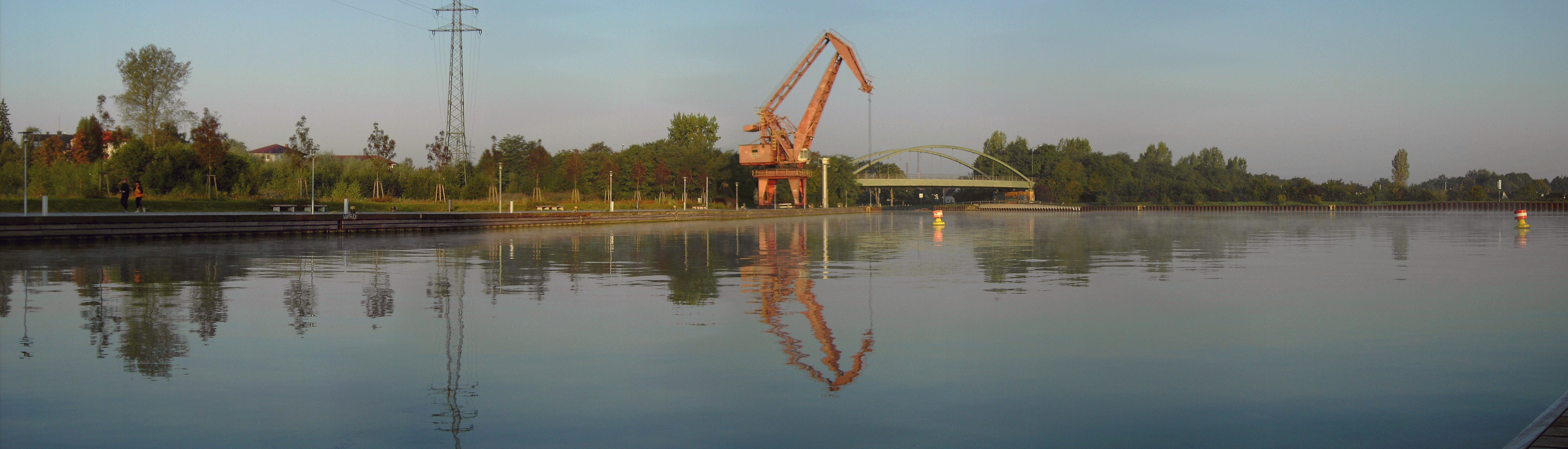
Preussenhafen

### Wegverkeer
In Lünen komen drie Bundesstraßen bij elkaar: de B54 Münster-Dortmund, de B236 vanuit Selm, en de B61 vanuit Bielefeld en Hamm, dat ca. 25 km ten oosten van Lünen ligt.
Langs de zuidelijke stadsdelen van Lünen loopt de Autobahn A2 Oberhausen - Bielefeld. Afritten 13, Kreuz Dortmund Nord, en 14 bij Lünen-Süd, leiden naar de stad.

### Openbaar vervoer
- Lünen Hauptbahnhof is een treinstation met twee eilandperrons. Een perron ligt aan de Spoorlijn Dortmund - Gronau waardoor de stad een directe verbinding heeft met Enschede, het andere perron ligt aan de spoorlijn Preußen - Münster.
- Station Preußen ligt zuidoostelijk van het centrum in stadsdeel Horstmar. Hier eindigt de spoorlijn Preußen- Münster, en men kan er overstappen op treinen naar o.a. Dortmund.  Dit station werd in 1920 geopend en is naar de hier dichtbij gelegen, vroegere steenkoolmijn Preußen genoemd. Het meer zuidelijk gelegen station Lünen Süd is gesloten voor reizigersvervoer. De door Lünen lopende Spoorlijn Oberhausen-Osterfeld Süd - Hamm wordt eveneens alleen nog door goederentreinen gebruikt.
- De stad beschikt over een ZOB (busstation), van talrijke stads- en streekbuslijnen aankomst- en vertrekpunt. Snelbussen van twee verschillende lijnen  rijden naar Hamm v.v., waarvan één via Bergkamen.
- Brambauer wordt door één tramlijn en één stadsbuslijn met Dortmund verbonden.

### Waterwegen
Lünen ligt aan de rivier de Lippe. Deze is sedert 1855 niet meer voor de beroepsscheepvaart bevaarbaar.
Het Datteln-Hamm-Kanal (DHK) ligt nabij Lünen. Aan dit kanaal heeft Lünen sinds 1912 een belangrijke binnenhaven (Stadthafen) en twee kleinere (Stummhafen en Preußenhafen). In 1994 is met de vernieuwing van het sterk verouderde en voor moderne vrachtschepen te ondiepe Datteln-Hamm-Kanal begonnen. Daarbij moeten bijvoorbeeld alle sluizen in en bruggen over het kanaal worden vervangen. Dit miljardenproject moet rond 2025 gereed zijn. De haven is speciaal ingericht voor overslag van te recyclen huisvuil en bedrijfsafval.

## Economie
Lünen, van oorsprong een echte mijnstad, heeft in de periode 1970-1995 een grote economische ommezwaai moeten maken, toen in deze periode de kolenmijnen in en om de gemeente moesten sluiten. Er hebben zich op de vele voormalige mijn- en andere industrieterreinen talrijke andere ondernemingen gevestigd, waaronder enige van internationaal belang.
De belangrijkste van deze nieuwe bedrijven zijn:
- Remondis SE, een wereldwijd belangrijk concern (36.000 werknemers wereldwijd)  op het gebied van afvalverwerking en recycling. Het hoofdkantoor en een belangrijke bedrijfslocatie bevinden zich nabij de industriehaven van Lippholthausen. De stedelijke binnenhaven is sterk gericht op de logistieke behoeften van dit bedrijf.
- De energie-producent Steag heeft in Lünen drie elektrische centrales, waarvan één kolencentrale per 31 december 2018 buiten dienst is gesteld. Een biomassa- en nog een kolencentrale, beide gevestigd nabij het Datteln-Hamm-Kanal en de Remondis-terreinen te Lippholthausen, zijn nog wel in bedrijf.
- Caterpillar bezit te Lünen nog steeds een fabriek van zware mijnbouwgereedschappen en -transportsystemen. Er werken ca. 600 mensen. Het is de voortzetting van het laatste bedrijfsonderdeel van de Gewerkschaft Eisenhütte Westfalia (1825).
- De Luxemburgse Ardagh Group heeft te Lünen een grote fabriek van glazen jam- en conservenpotten.
- Dream Property GmbH, fabrikante van settopboxen van het merk Dreamworks

De stad bezit daarnaast nog talrijke kleinere ondernemingen in zeer uiteenlopende branches.
Binnen de dienstensector is o.a. het stedelijk St.-Maria-ziekenhuis als werkgever van 1500 mensen van belang.

## Geschiedenis
Rond 890 worden Lünen/(Luynen of  Leunen), Alstedde (Alstedi), Wethmar (Wetmeri), Nordlünen (Nordliunon) en Südlünen (Sudliunon) voor het eerst vermeld in een register van de Abdij Werden.  In de 13e eeuw bezat Lünen reeds een ommuring en ook stadsrechten van het Prinsbisdom Münster, waartoe het toen behoorde. In de 14e eeuw verwierf het Graafschap Mark de stad, en in 1341 krijgt Lünen opnieuw stadsrechten, maar nu volgens de in dat graafschap geldende regels. Zodoende heeft Lünen dus twee keer stadsrechten gekregen. Als bij-stad van Dortmund heeft Lünen tot de Duitse Hanze behoord. Het noordelijke gedeelte van de huidige gemeente behoorde niet tot Graafschap Mark. Hier stond vanaf 1018 een bedevaartkerk, die tijdens oorlogshandelingen in 1254 verloren ging; daarna werd een nieuwe Mariakerk gebouwd, en de bestaande relieken werden in 1270 in een nieuw Onze-Lieve-Vrouwebeeld (Gnadenbild) aangebracht. Van 1254 dateert ook de politieke scheiding tussen Altlünen, noordelijk van de Lippe, dat Münsters werd, en Lünen-Mitte en -Süd, zuidelijk van de rivier, dat later tot Graafschap Mark ging behoren. Door de bedevaarten kwamen beide gedeeltes van Lünen in de late middeleeuwen tot aanzienlijke bloei.

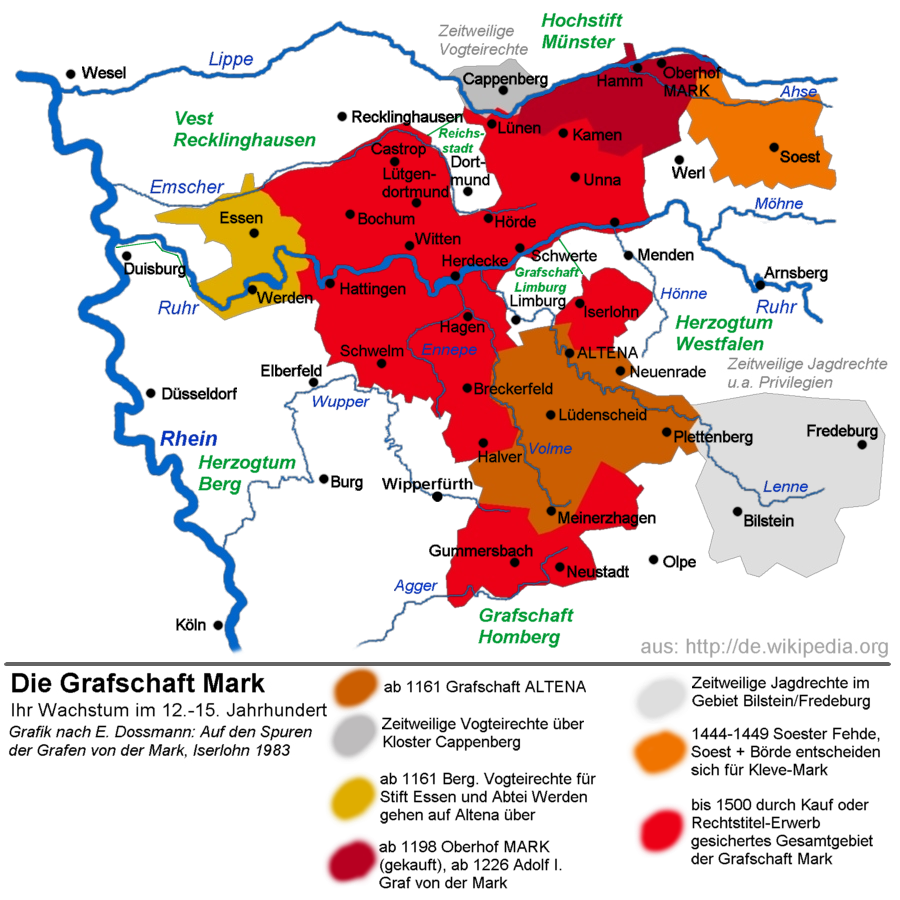
Kaart Graafschap Mark

Vanaf de 16e eeuw keerde het tij helaas. Talrijke rampen  teisterden de stad, o.a.  branden (1512 en 1550), oorlogen ( 1598; Dertigjarige Oorlog 1634; ca. 1750), overstromingen (1520) en besmettelijke ziekten (pest, 1526). Het aantal inwoners daalde tot slechts iets meer dan 1.200 in de 18e eeuw. Intussen was Lünen sinds 1609 in het machtsgebied van Brandenburg-Pruisen geraakt en daarna van het Koninkrijk Pruisen.
In de 18e en 19e eeuw werd Lünen logistiek belangrijk, niet alleen, omdat er na plm. 1825 drukke scheepvaart op de Lippe ontstond, maar ook, omdat het een belangrijke halte van de postkoetsdienst was tussen Berlijn, Maagdenburg en Amsterdam. In 1855 eindigde de scheepvaart op de Lippe. De vrachtschepen waren te groot en diepgaand geworden. Stoomtreinen namen vanaf 1875 de rol van de schepen over. In 1914 echter kreeg de stad aan het in dat jaar opengestelde Datteln-Hamm-kanaal een binnenhaven voor de overslag van steenkool uit de mijnen in de omgeving. Lünen was toen al een steenkoolmijnenstad. O.a. de Minister Achenbach (1900-1992) tussen Lippholthausen en Brambauer was een belangrijke kolenmijn. In deze mijn vond op 18 december 1912 een mijngasexplosie plaats. Bij deze ramp kwamen 49 mijnwerkers om het leven. Soortgelijke ongelukken deden zich daarna nog drie maal voor.  Naar hun eigenaren begin 20e eeuw, de gebroeders Stumm, werd de Stumm-haven in het Datteln-Hamm-kanaal genoemd. Op de locatie van deze voormalige mijn bevindt zich nu een modern bedrijventerrein.

### Stadsuitbreidingen door gemeentelijke herindelingen e.d.
- 1 juli 1914: Lippholthausen
- 1 oktober 1923: Beckinghausen, Gahmen en Horstmar
- 1 april 1928: Brambauer en Derne (gedeeltelijk)
- 1 januari 1968: Niederaden
- 1 januari 1975: Altlünen (bestaande uit de Ortsteile Alstedde, Nordlünen  en Wethmar)

### Stadskarakter
De huidige gemeente is, ook historisch gezien, tamelijk heterogeen. De drie noordelijke stadsdelen, die de vroegere gemeente Altlünen vormden, horen historisch eigenlijk nog bij het Münsterland, en de mensen, die er van oudsher reeds wonen, voelen dat ook nog zo. Ook de manier van bouwen, veel huizen van baksteen, herinnert aan de noordelijker buurgemeenten. Kerkelijk is dit -tot 1803 tot het Prinsbisdom Münster behorende, en nog steeds onder het Bisdom Münster vallende-  gebied van oorsprong rooms-katholiek. Deze drie stadsdelen worden sinds ca. 1975 steeds meer volgebouwd met woonwijken voor mensen met een bovengemiddeld inkomen en vermogen; arbeiderswijken zijn er niet te vinden.
De gebieden rond en vooral ten zuiden van de Lippe zijn duidelijk meer onderdeel van het Ruhrgebied. Sinds de Reformatie (16e eeuw) zijn de evangelisch-luthersen hier de grootste groep christenen, hoewel er sinds de instroom van arbeiders van elders, die rond 1890 begon, ook veel katholieken, moslims en onkerkelijken wonen, en dit evangelische karakter goeddeels verdwenen is. De rooms-katholieken in dit deel van de gemeente vallen kerkelijk onder het aartsbisdom Paderborn.  Er zijn hier woonwijken te vinden voor mijn- en fabrieksarbeiders, die banen hadden in de omliggende steden, zoals Dortmund en directe omgeving.
In Lünen ligt bijvoorbeeld de arbeiderswijk Ziethenstraße welke nog stamt uit de tijd van de grootschalige mijnbouw eind  19e eeuw. Ook het wat ver westwaarts gelegen Brambauer is een echt oud mijnwerkersdorp met anno 2020 een uit vele etnische groepen bestaande bevolking.

## Bezienswaardigheden
- De rooms-katholieke Onze-Lieve-Vrouwe- of St. Mariakerk, bedevaartskerk (1896, neogotisch), gebouwd op de plaats van een eerdere kerk). Uit deze voorgangster bleven o.a. een  triomfkruis en het genadebeeld, (ca. 1270), doel van vele Maria-bedevaarten , bewaard.  Een van de twee kerkorgels is van Nederlandse makelij (Klop Orgels & Klavecimbels).
- De gotische, evangelisch-lutherse, Sint-Joriskerk dateert van omstreeks 1521. Ook deze kerk is op de plaats van een eerdere kerk gebouwd. Het altaar-retabel in deze kerk, dat het lijden van Jezus Christus uitbeeldt, is omstreeks 1470 geschilderd. Het godshuis bevat nog verscheidene andere kunsthistorisch interessante inventarisstukken uit de 15e en 16e eeuw.
- Stedelijk Museum in het voormalige personeelswoongebouw van Schloss Schwansbell: uitgebreid streekmuseum, opgezet rond de volgende thema's:
  - Wooncultuur in het midden van de 19e eeuw, met stijlkamers
  - Gietijzeren kachels, één der industriële specialiteiten van de stad tussen ca. 1850 en ca. 1950
  - Speelgoed en poppen van voor 1950
  - Keramiek/pottenbakkerij: in de regio waren tot ca. 1900 veel pottenbakkerijen
  - Oude gereedschappen van ambachtslieden en boeren
- In stadsdeel Brambauer is een in de staat en inrichting van de jaren 1920/1930 teruggebrachte  mijnwerkerswoning als museum ingericht
- Colani-Ei of -UFO, Brambauer, door Colani in 1995 ontworpen expositie- en kantoorruimte in een voormalige schachtbok van de kolenmijn Minister Achenbach
- Hoewel tussen 1955 en 1975 veel gesloopt is, zijn er nog enige oude vakwerkhuizen in de stad bewaard gebleven
- De stad is rijk aan opvallende architectuur uit de periode 1890-2000, zie afbeeldingen
- Ten noorden van de stad begint het aan natuurschoon rijke  Münsterland, waar men gebruik kan maken van de talrijke langeafstand-fietsroutes.
- Stadspark Seepark Lünen, gelegen tegenover Schloss Schwansbell aan het Datteln-Hamm-Kanal en de Horstmarer See, met strandrecreatiemogelijkheden. In 1996 aangelegd in het kader van Landesgartenschau Lünen „LaGaLü“  , een met de Floriade in Nederland vergelijkbaar evenement, en opgezet als landschapsherstel van in dit opzicht door de mijnbouw aangetaste gebieden.
- Ook de Cappenberger See is een recreatieplas. Ze ligt aan de noordgrens van de gemeente met Cappenberg, gemeente Selm.
- Natuurschoon is o.a. te vinden in enige ooibosreservaten langs de Lippe. Ook enkele kleine bossen in de gemeente hebben de status van natuurreservaat.
- Heinz-Hilpert-Theater (1958; architecturaal monument), schouwburg en concertzaal met ruim 760 zitplaatsen in de grote zaal

## Belangrijke personen in relatie tot de gemeente

### Geboren
- Eckhart Tolle  (1948), mysticus en schrijver
- Karl-Heinz Granitza (1951), profvoetballer
- Max Raabe (1962),  zanger, componist en orkestleider
- Björn Höcke (* 1 april 1972) extreemrechts en uiterst omstreden politicus, medeoprichter van de meest rechtse Flügel binnen de Duitse politieke partij AfD
- Sandra Lück (* 28 november 1974), dierenrechtenactiviste, oud-voorzitster van de Duitse politieke partij Partei Mensch Umwelt Tierschutz
- Rollergirl,  artiestennaam van Nicole Safft (19 november 1975), zangeres

### Overleden
- Wolfram  Wuttke (* 17 november 1961 in Castrop-Rauxel; † 1 maart 2015 in Lünen), Duits profvoetballer (aanvallende middenvelder). Tussen 1979 en 1993 kwam hij in 299  Bundesliga-wedstrijden in actie en scoorde 66 maal. Tussentijds ( 1991/1992) speelde hij bij Espanyol Barcelona (Spanje). Tussen 1986-1988 was hij 15 maal Duits international, waarvan 11 maal voor het Duitse olympische elftal en maakte daarin 7 goals, waarvan 6 voor het olympische elftal.

## Sport
Opvallend is, dat men te Lünen veel doet aan sportbeoefening, zelfs topsport, door 55-plussers. Vooral in de tennissport is dit opvallend; de stad heeft de reputatie, de beste tennisclub voor senioren van geheel Duitsland te hebben.

## Partnersteden
- Zwolle,  Nederland  (sinds 1 oktober 1963)
- Salford, Engeland (sinds 25 maart 1966)
- Panevėžys, Litouwen (sinds 2 maart  1990)
- Demmin, Mecklenburg-Voor-Pommeren, Duitsland (sinds 18 maart 1991)
- Kamień Pomorski (voor 1945: Cammin), Polen (sinds 5 mei 2000, samenwerking in andere vorm reeds sinds 21 september 1952)
- Bartin, Turkije (sinds 25 mei 2011)

## Afbeeldingen

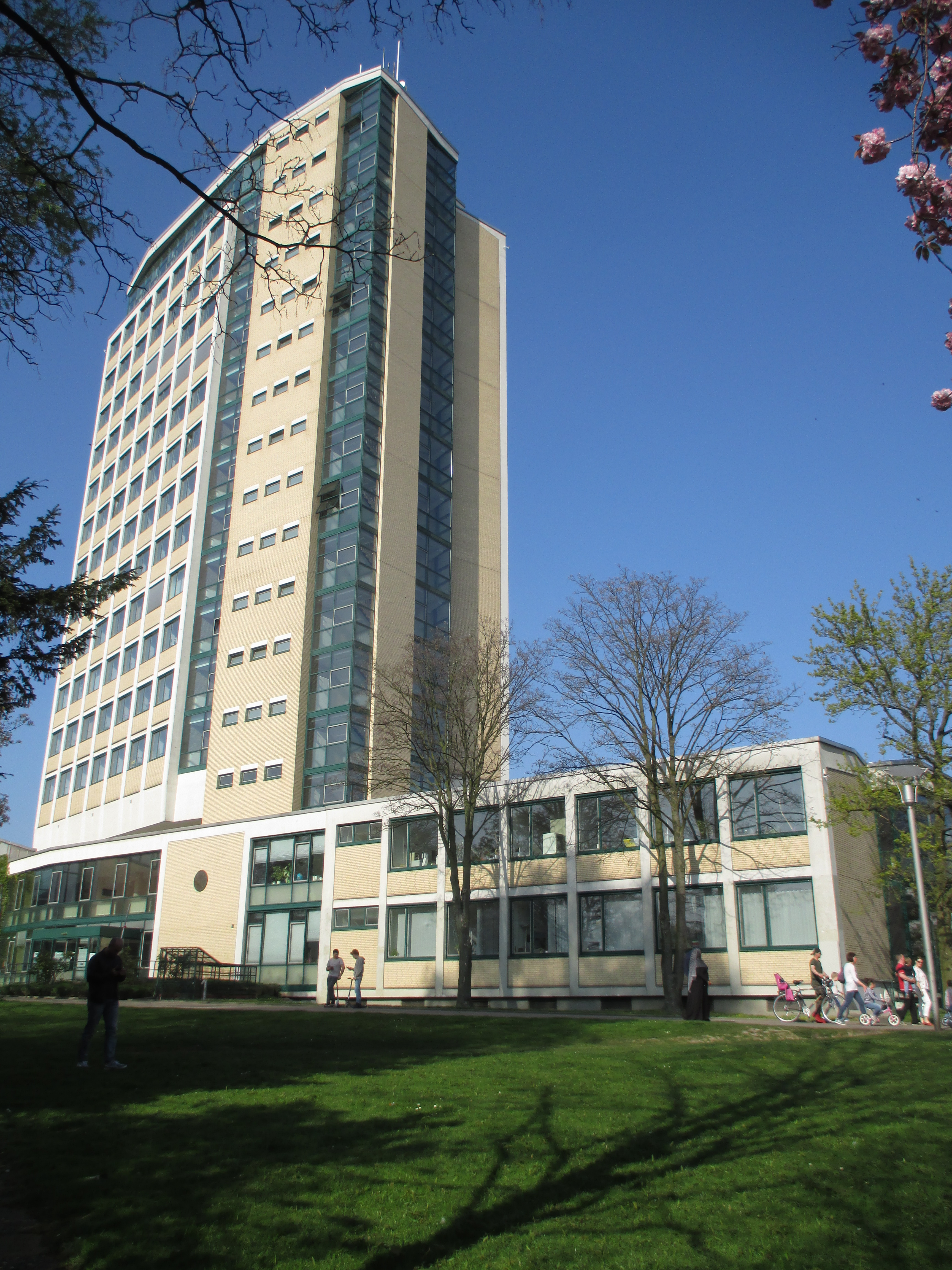
Gemeentehuis (1960)
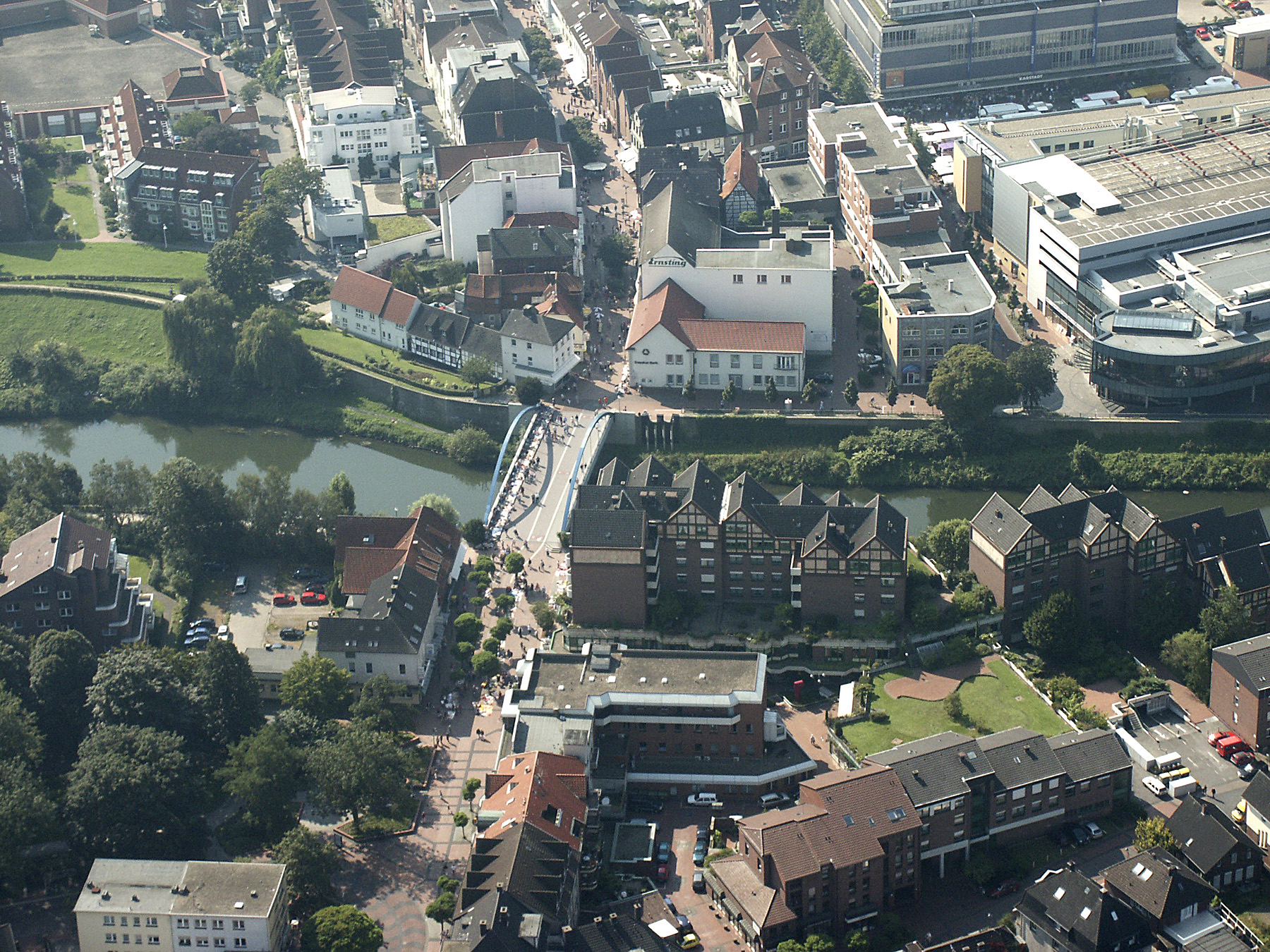
Centrum met brug over de Lippe
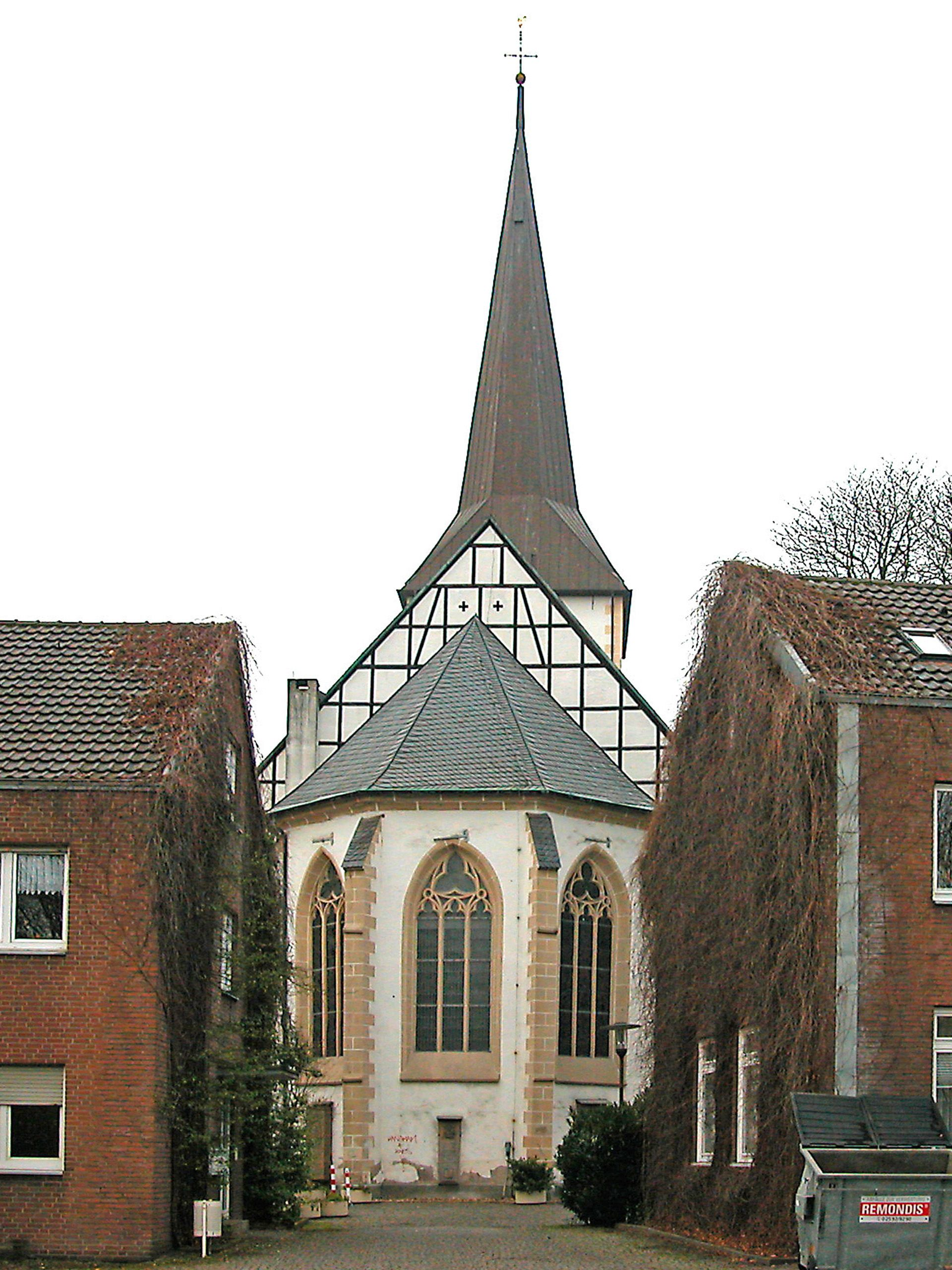
Lünen, evang.-lutherse St. Joriskerk
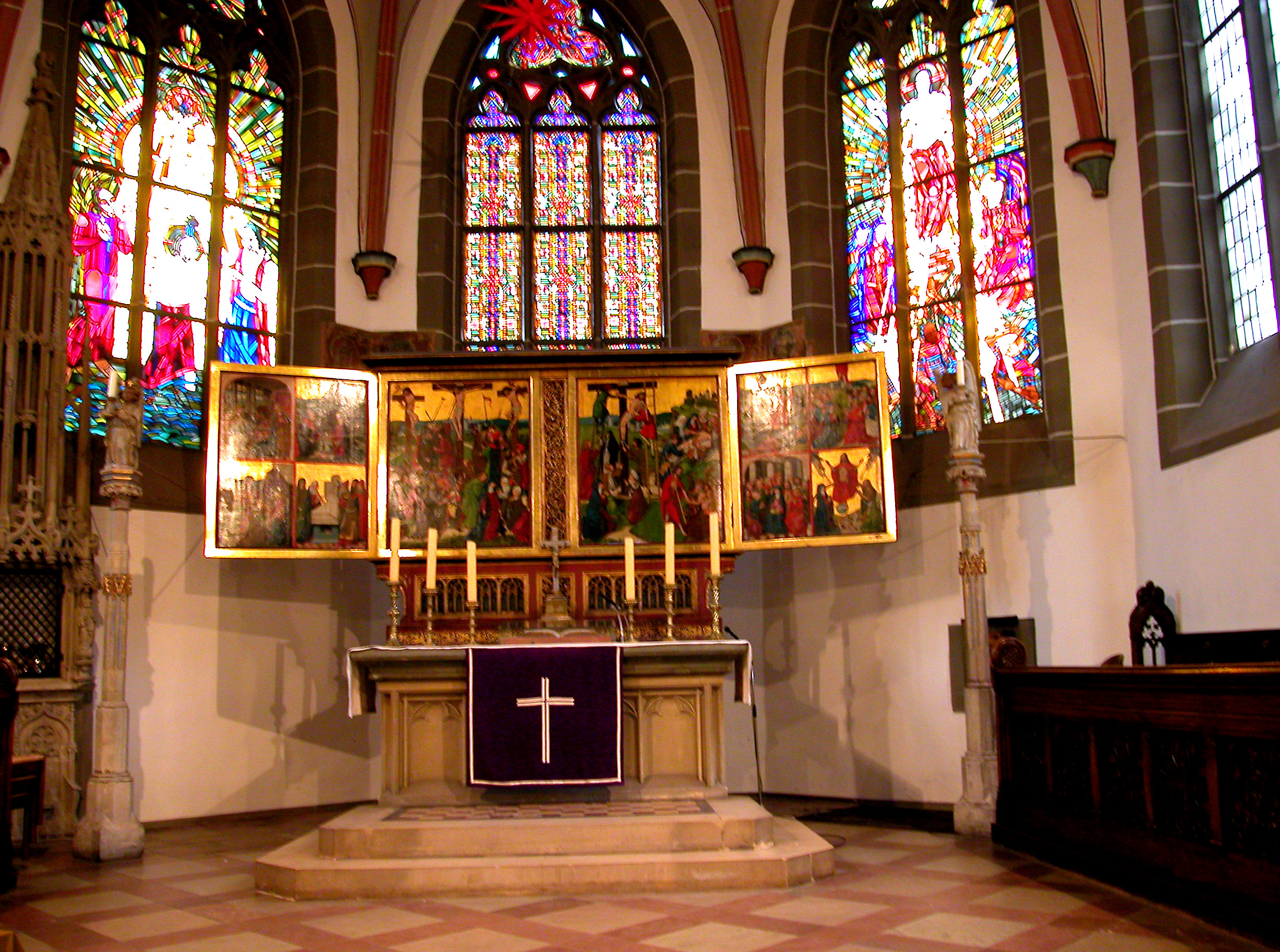
Uit 1470 daterend altaarstuk in deze kerk
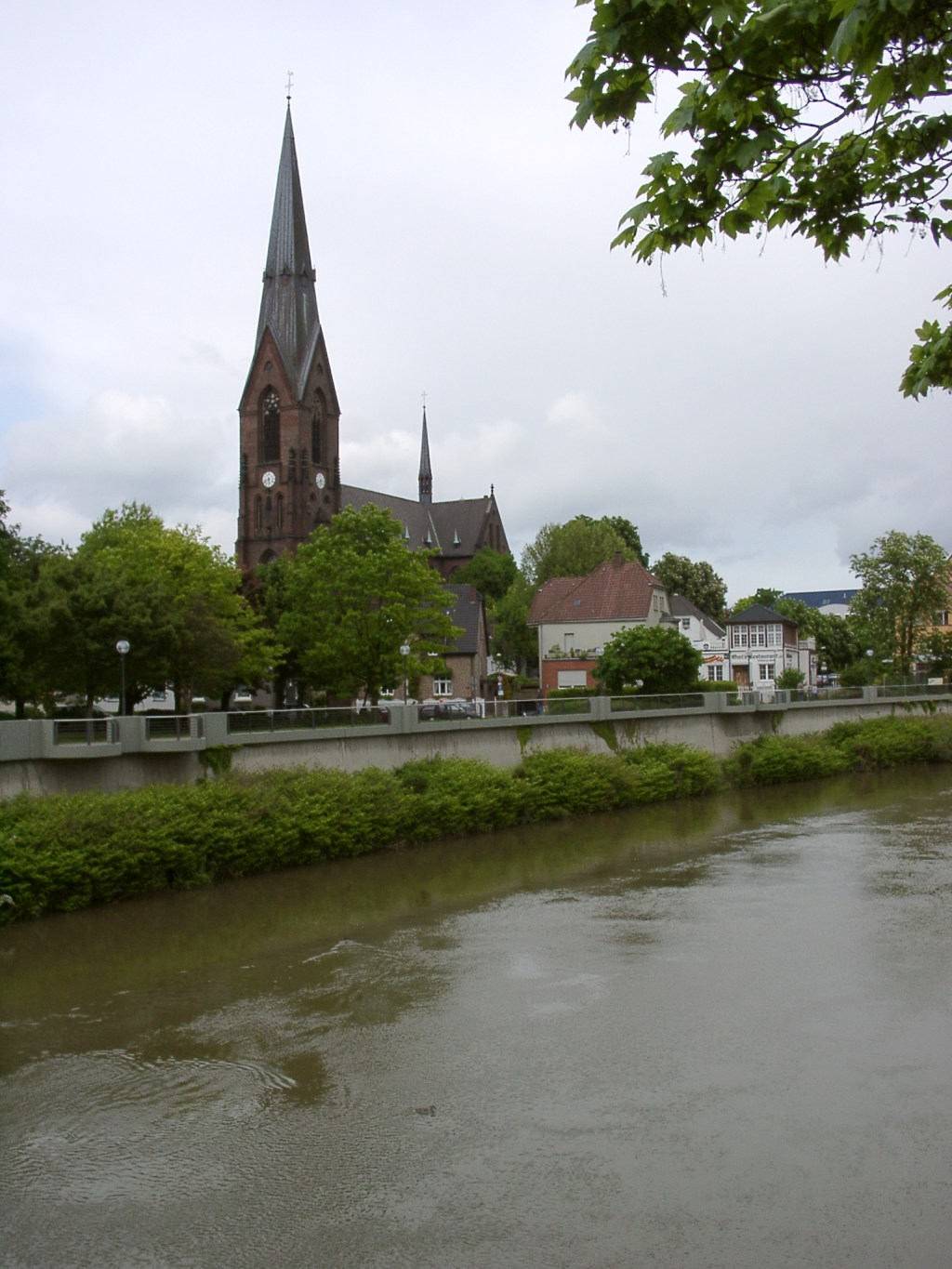
R.K. Mariakerk (1896) op de voorgrond de Lippe
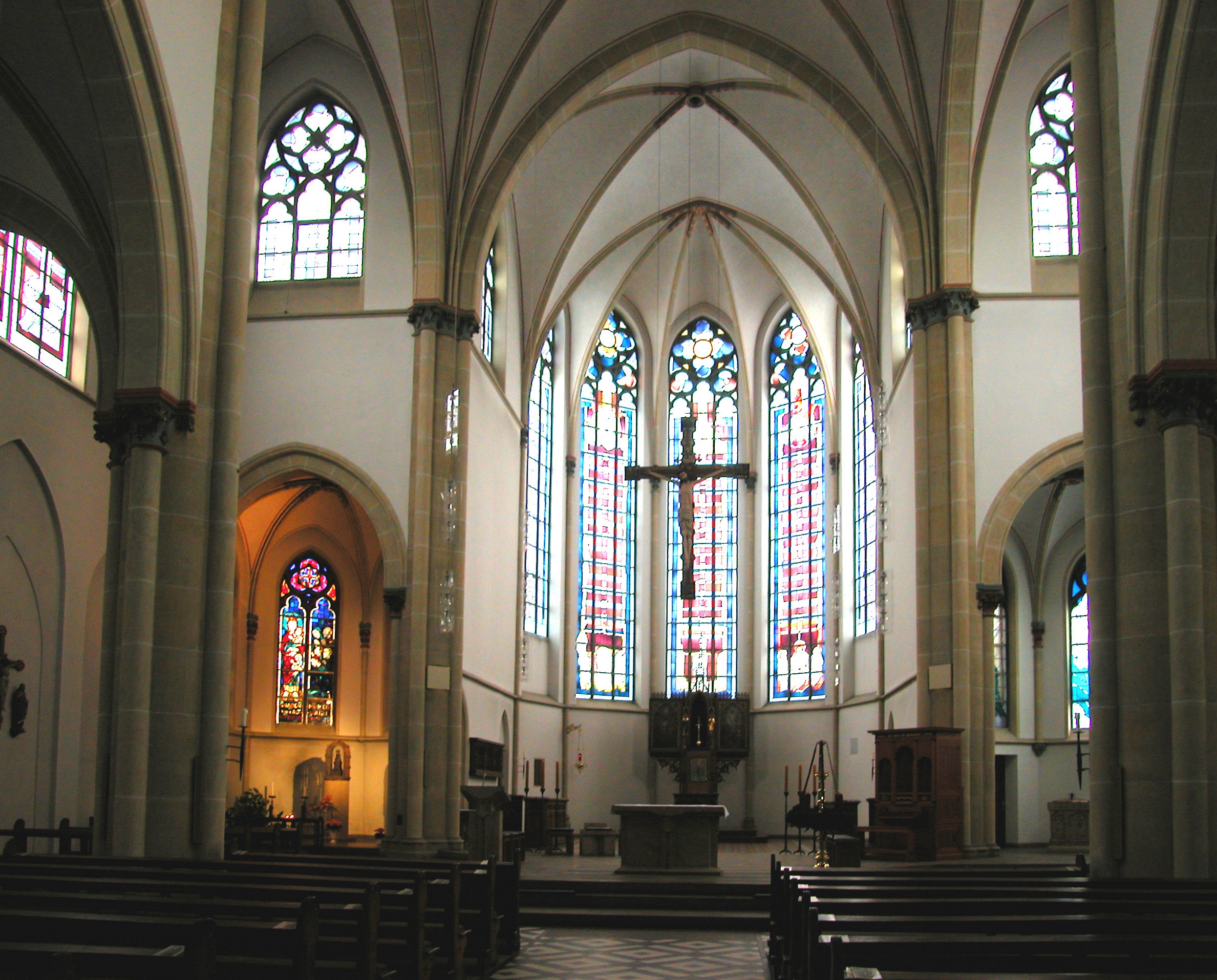
Interieur Mariakerk met het grote triomfkruis en links de kapel met het genadebeeld
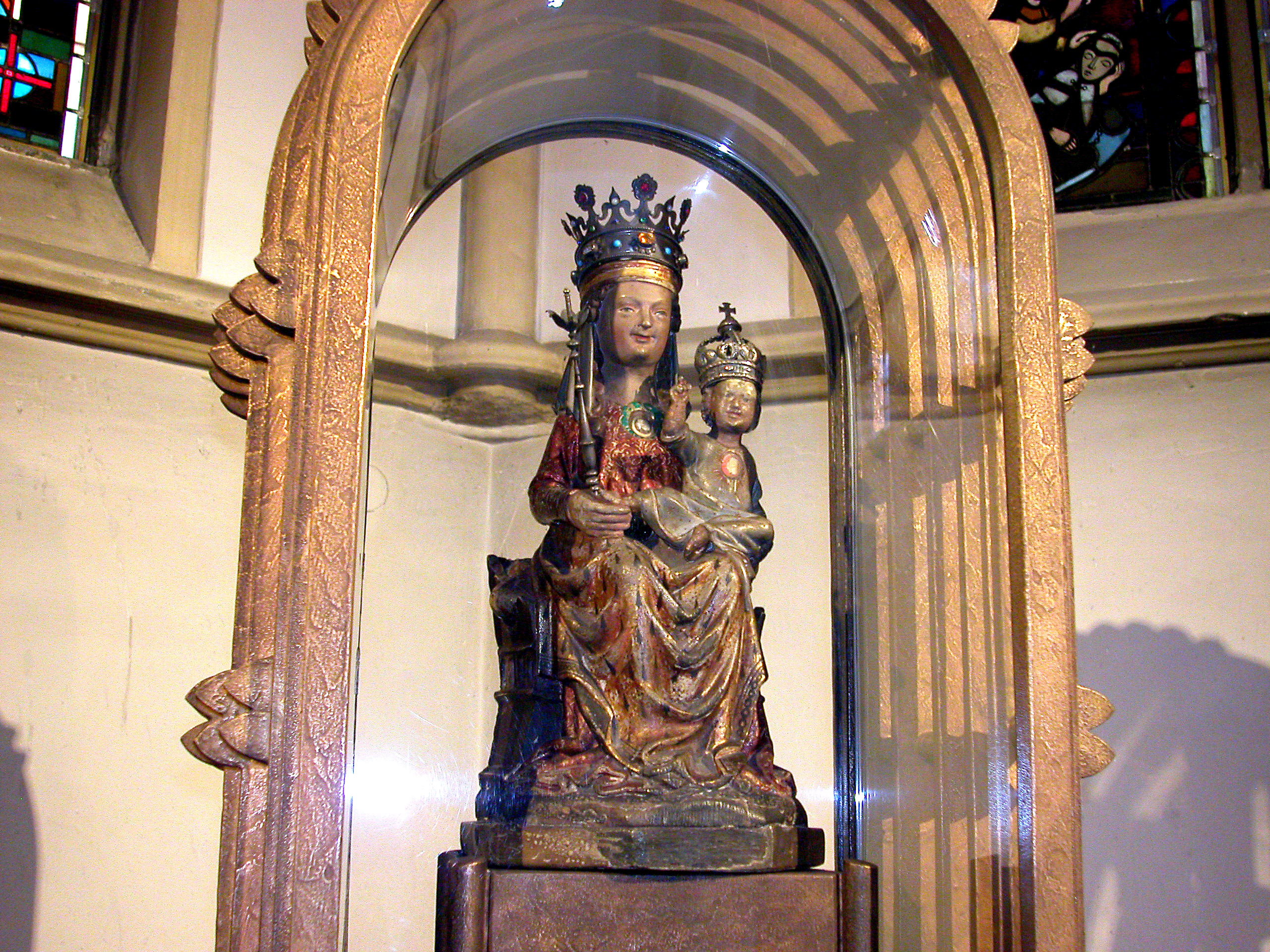
Het genadebeeld, (ca. 1270), doel van vele Maria-bedevaarten
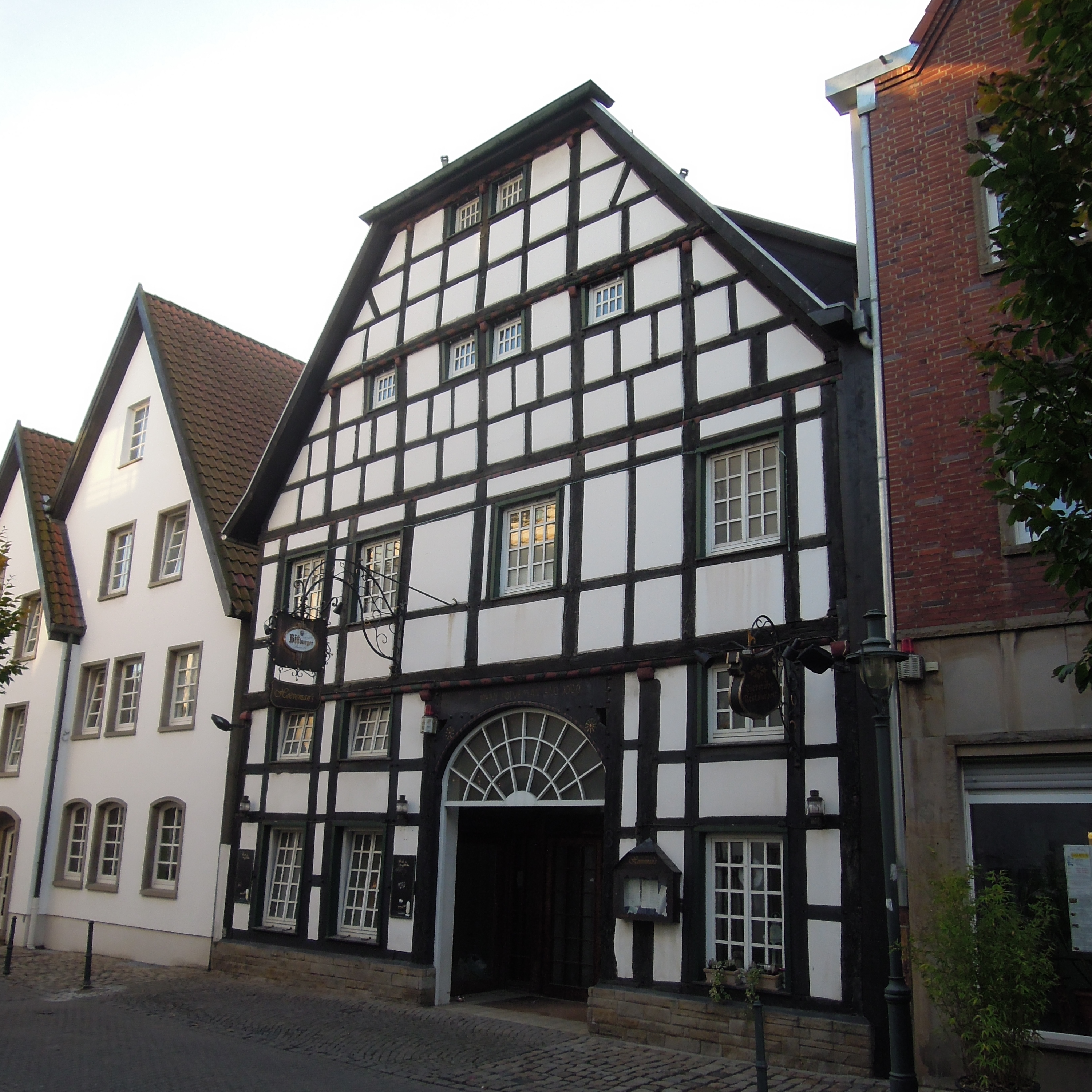
Vakwerkhuis Roggenmarkt Lünen, bouwjaar 1600
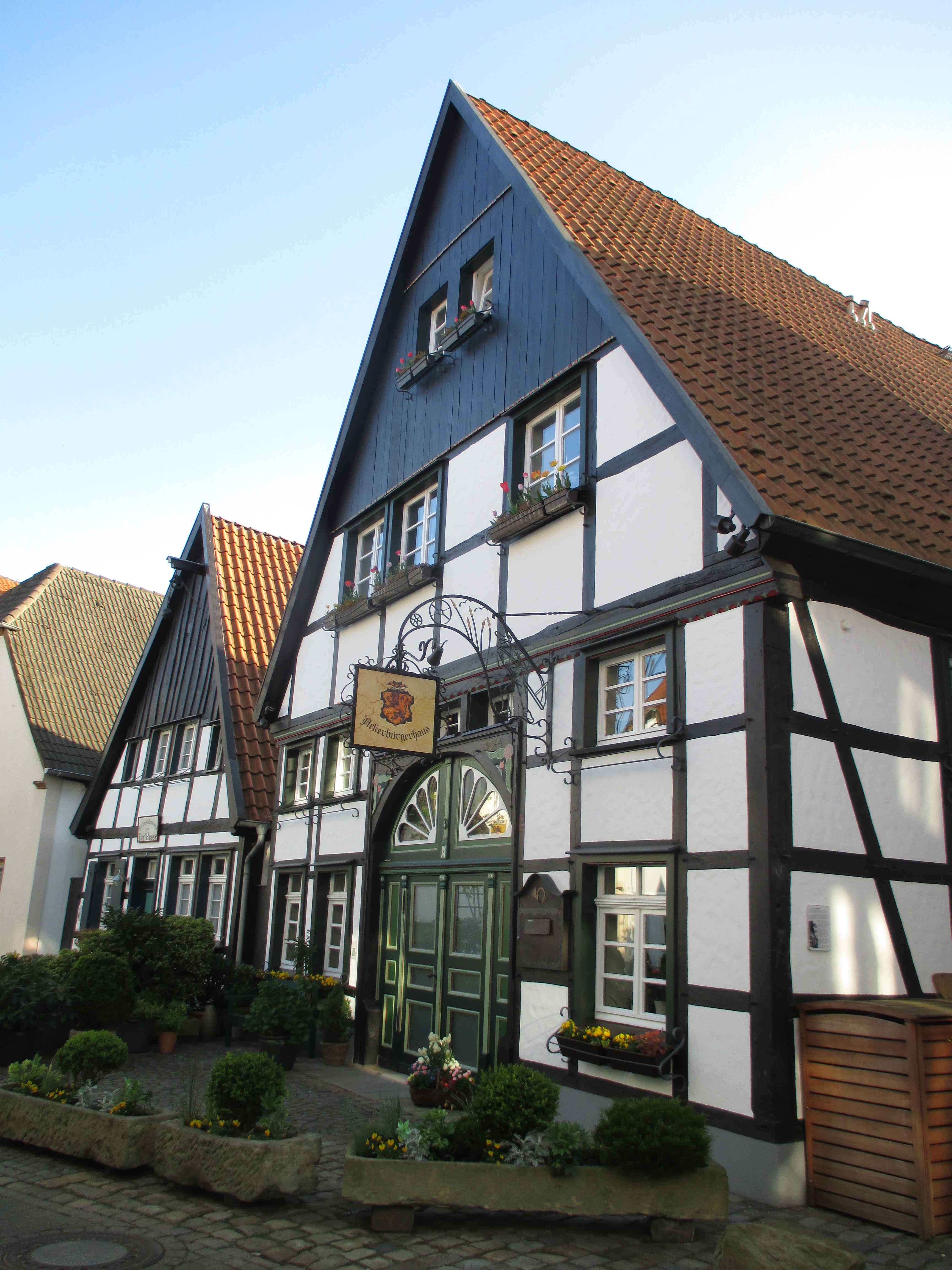
Vakwerkhuizen Silberstraße Lünen
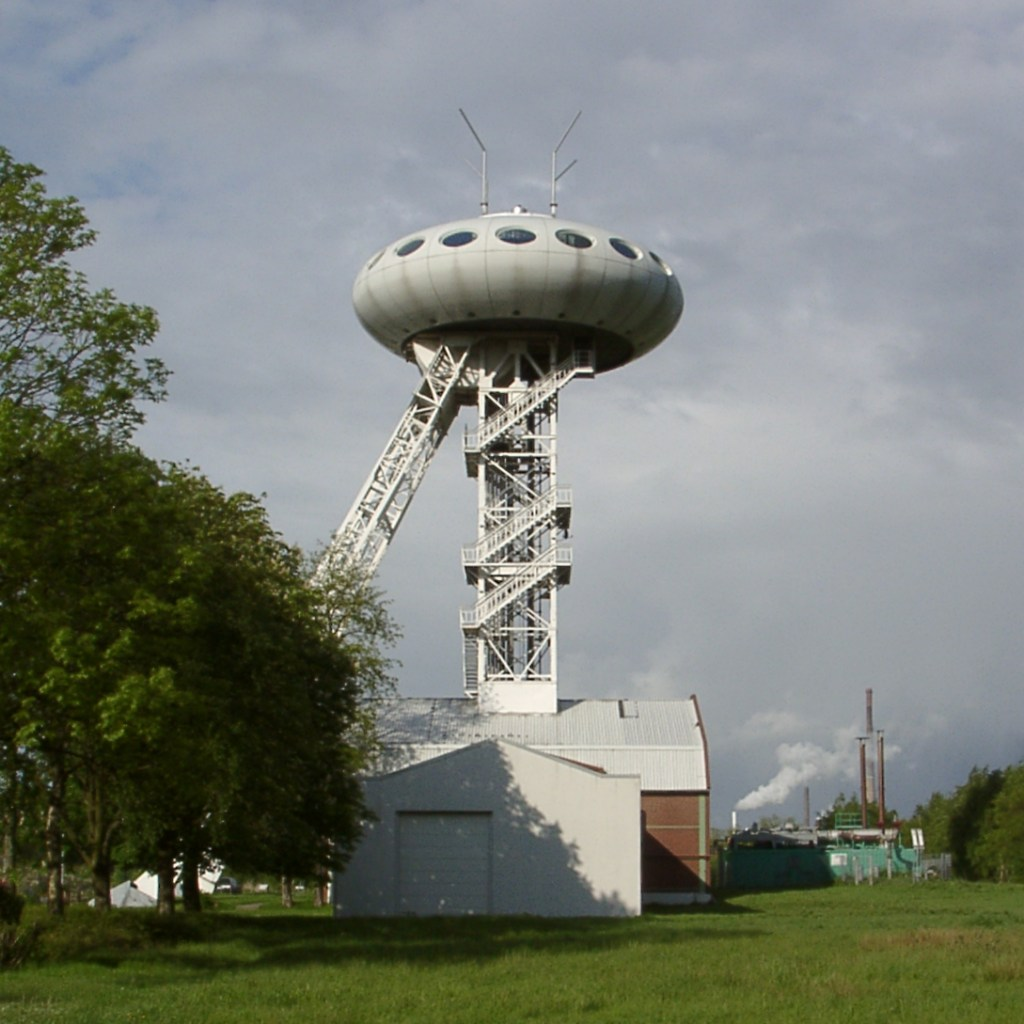
Colani-UFO in het Technologiecentrum
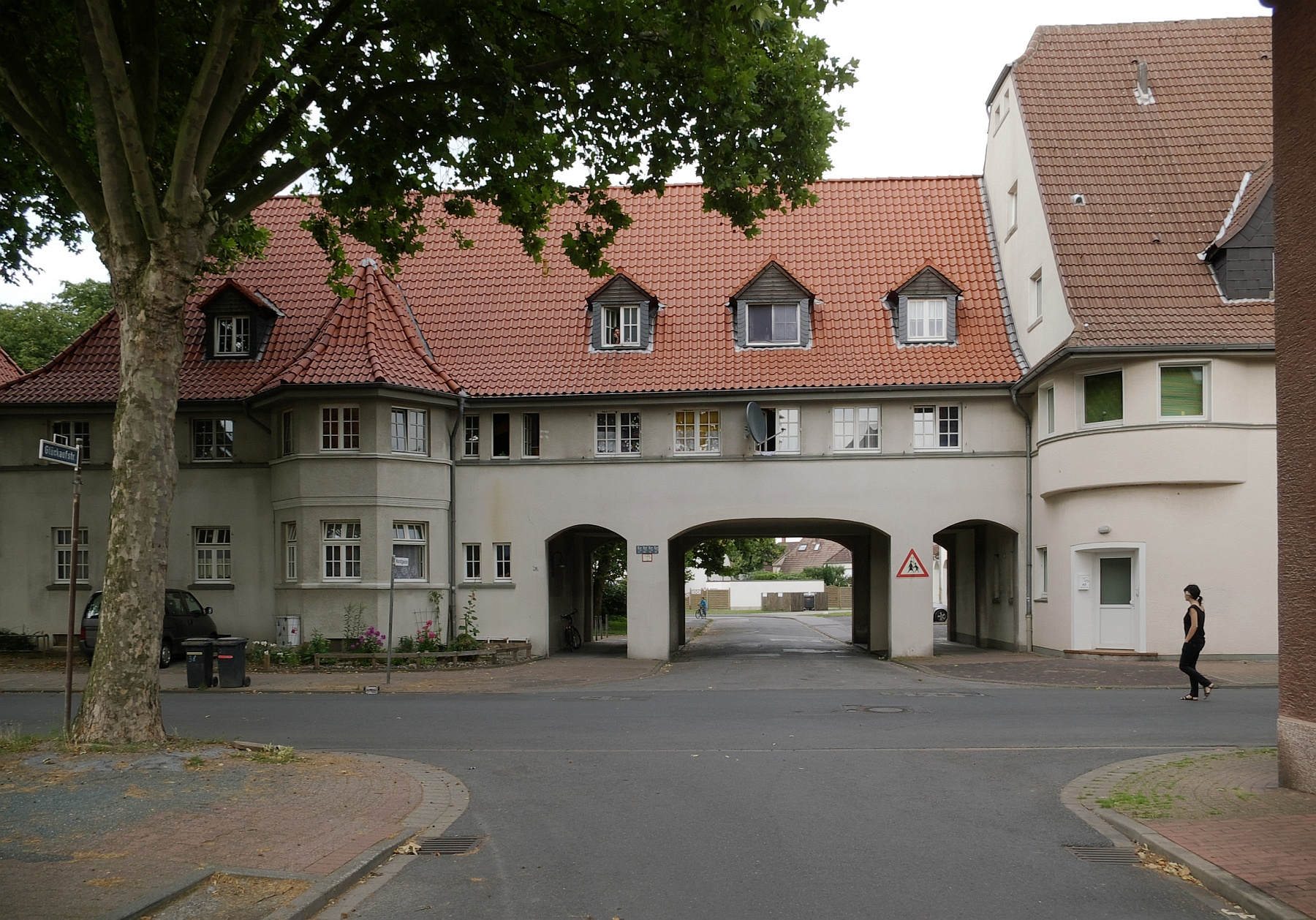
Arbeiderswoningen in de tuinstad Viktoria-Kolonie, Lünen-Nord (1912)
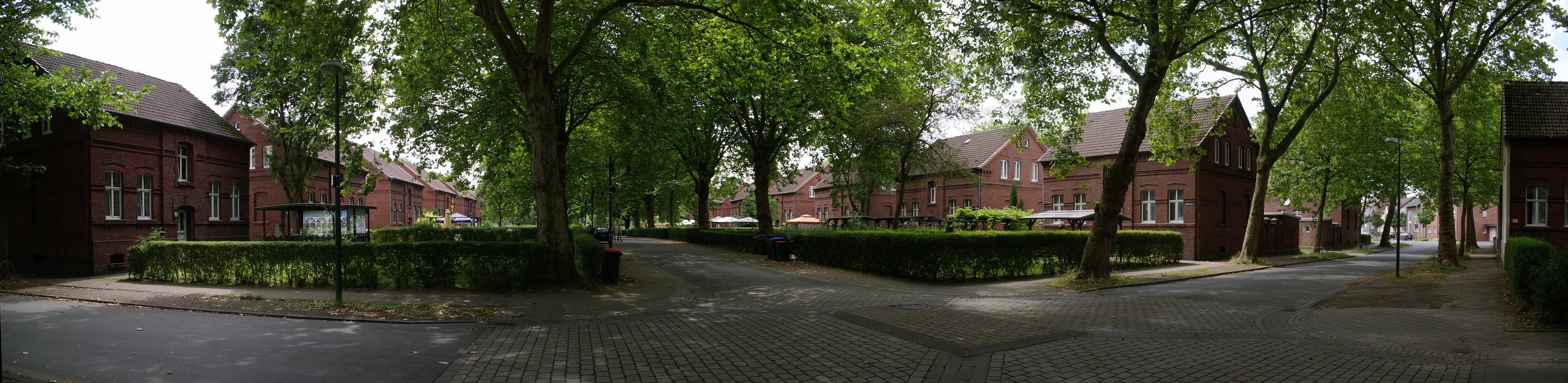
Voormalige mijnwerkerskolonie Ziethenstraße (1898, onder monumentenzorg)
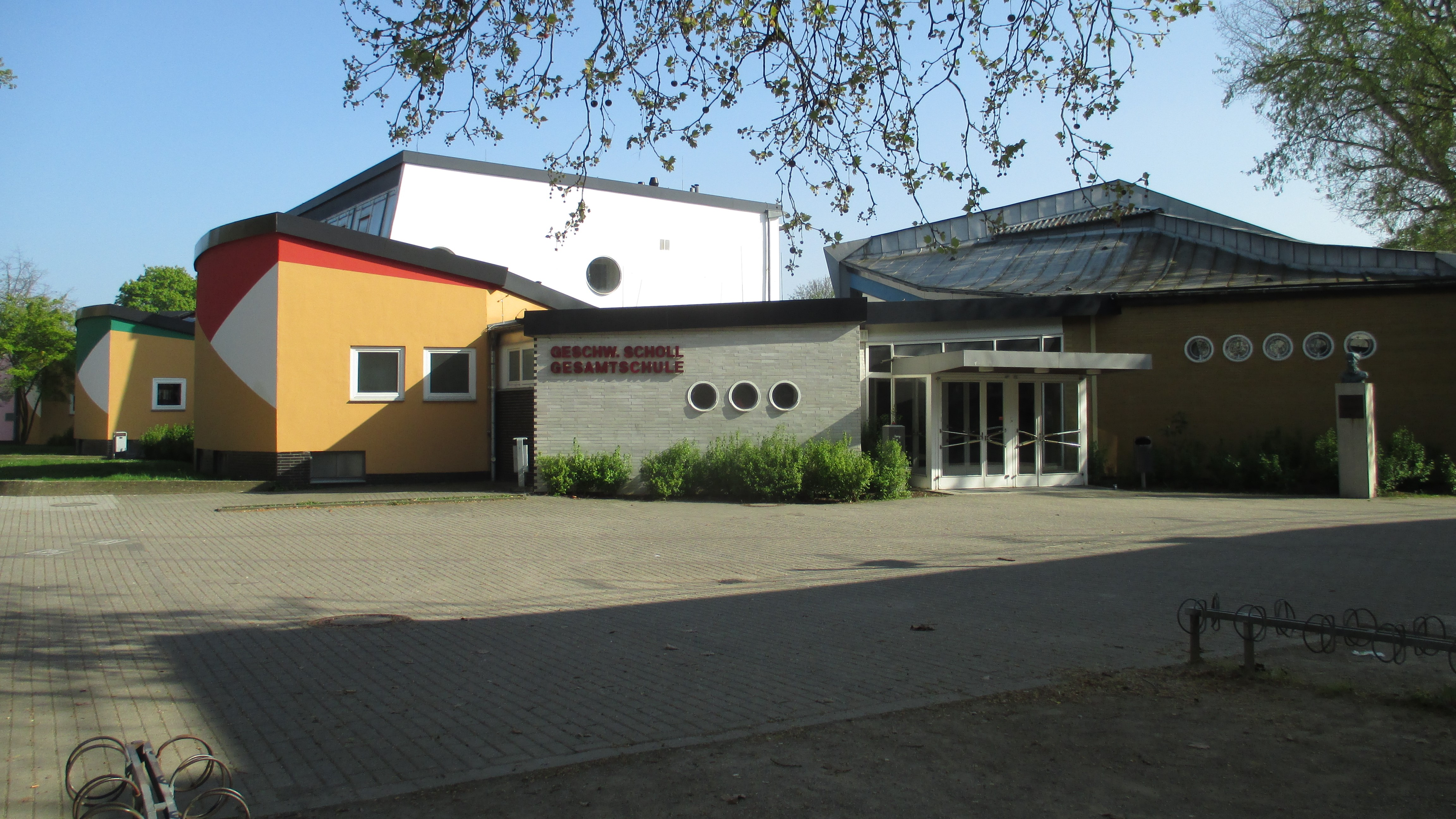
Door Hans Scharoun ontworpen Geschwister-Scholl-(middelbare) school (architectonisch monument, 1958)
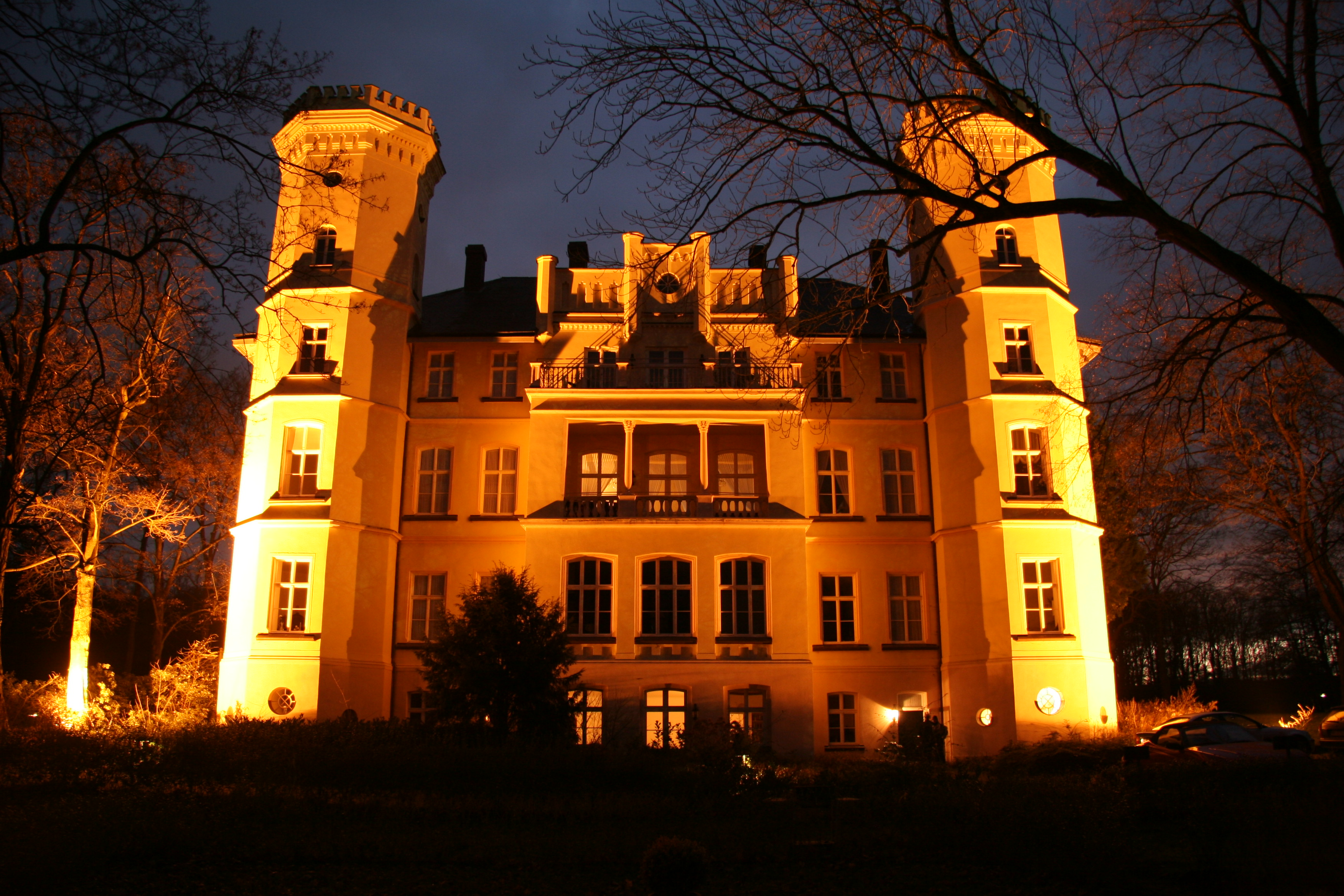
Kasteel Schwansbell (1875; opgedeeld in verhuurde woon- en kantoorappartementen; tuin vrij toegankelijk)
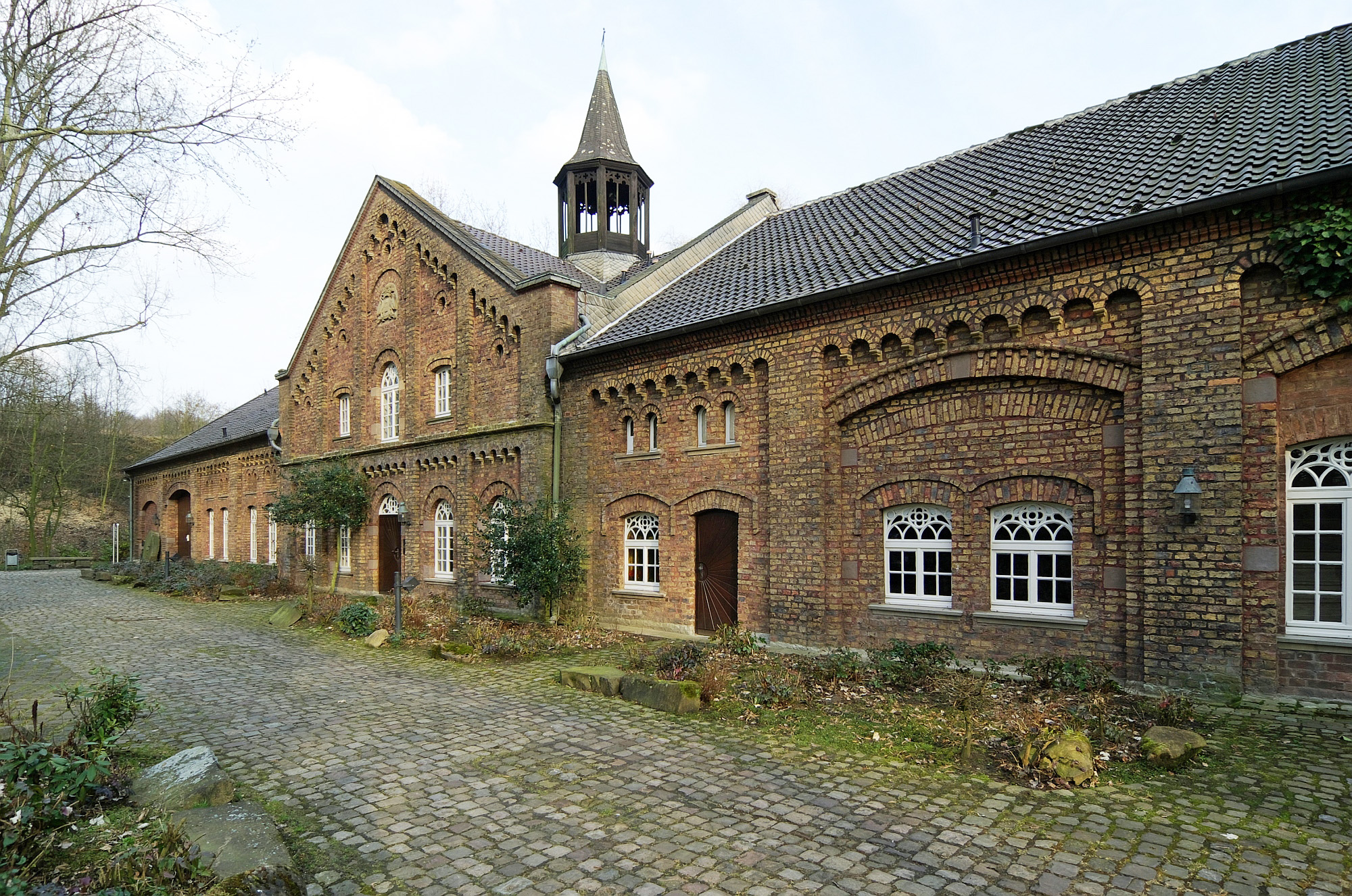
Stedelijk Museum, gevestigd in een bijgebouw van Schwansbell
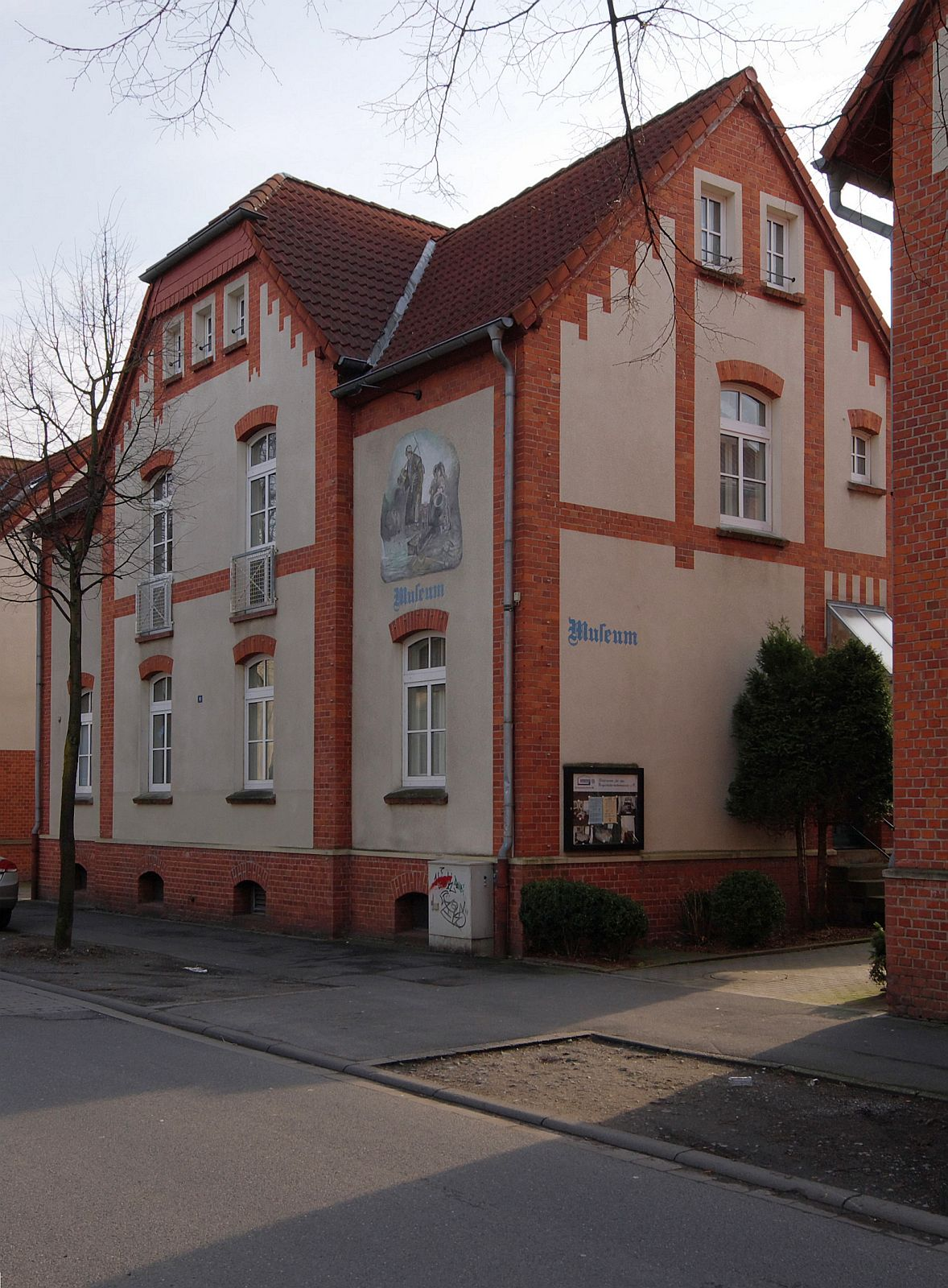
Brambauer, mijnwerkerswoningmuseum
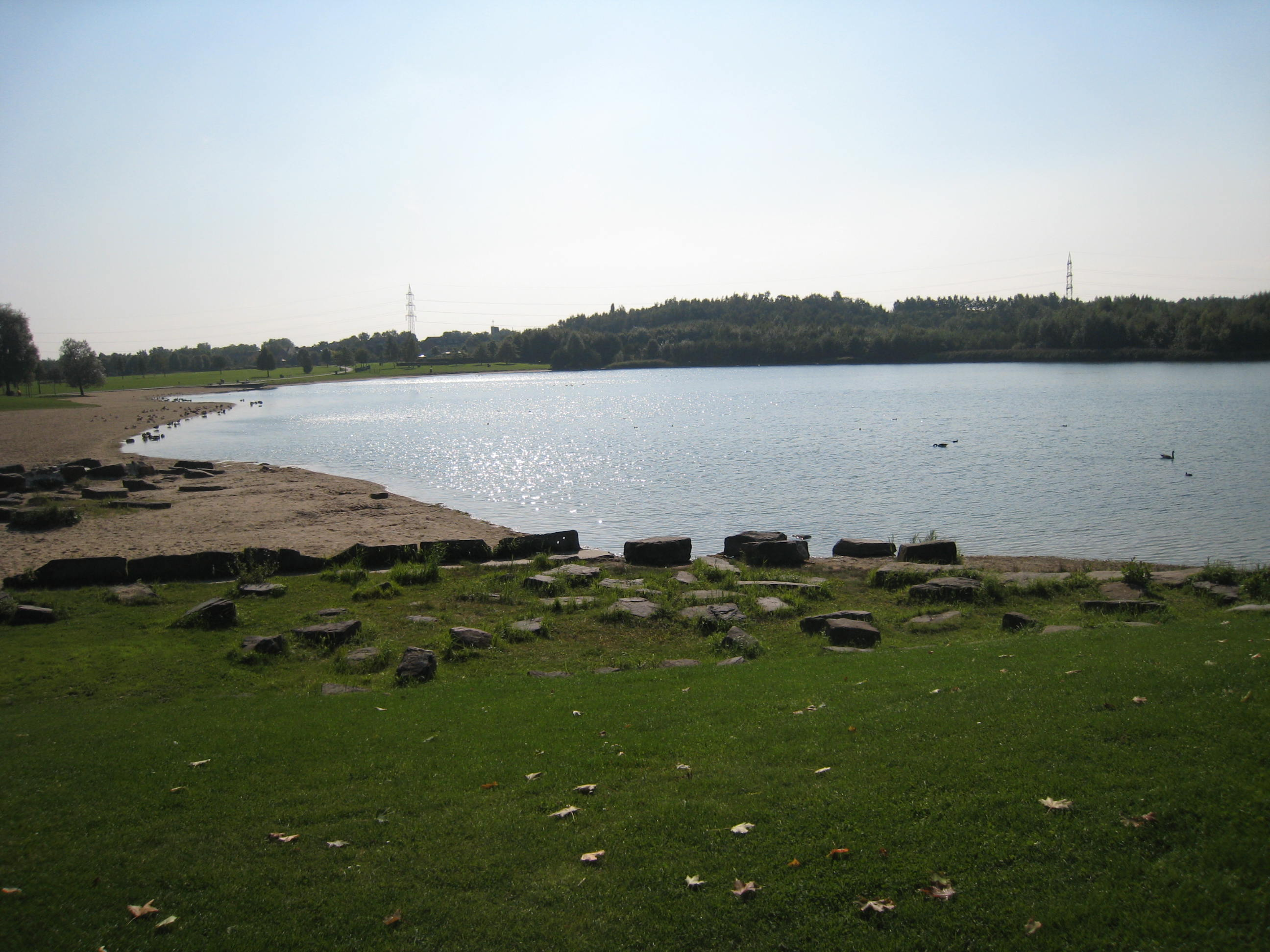
Recreatieplas Horstmarer See
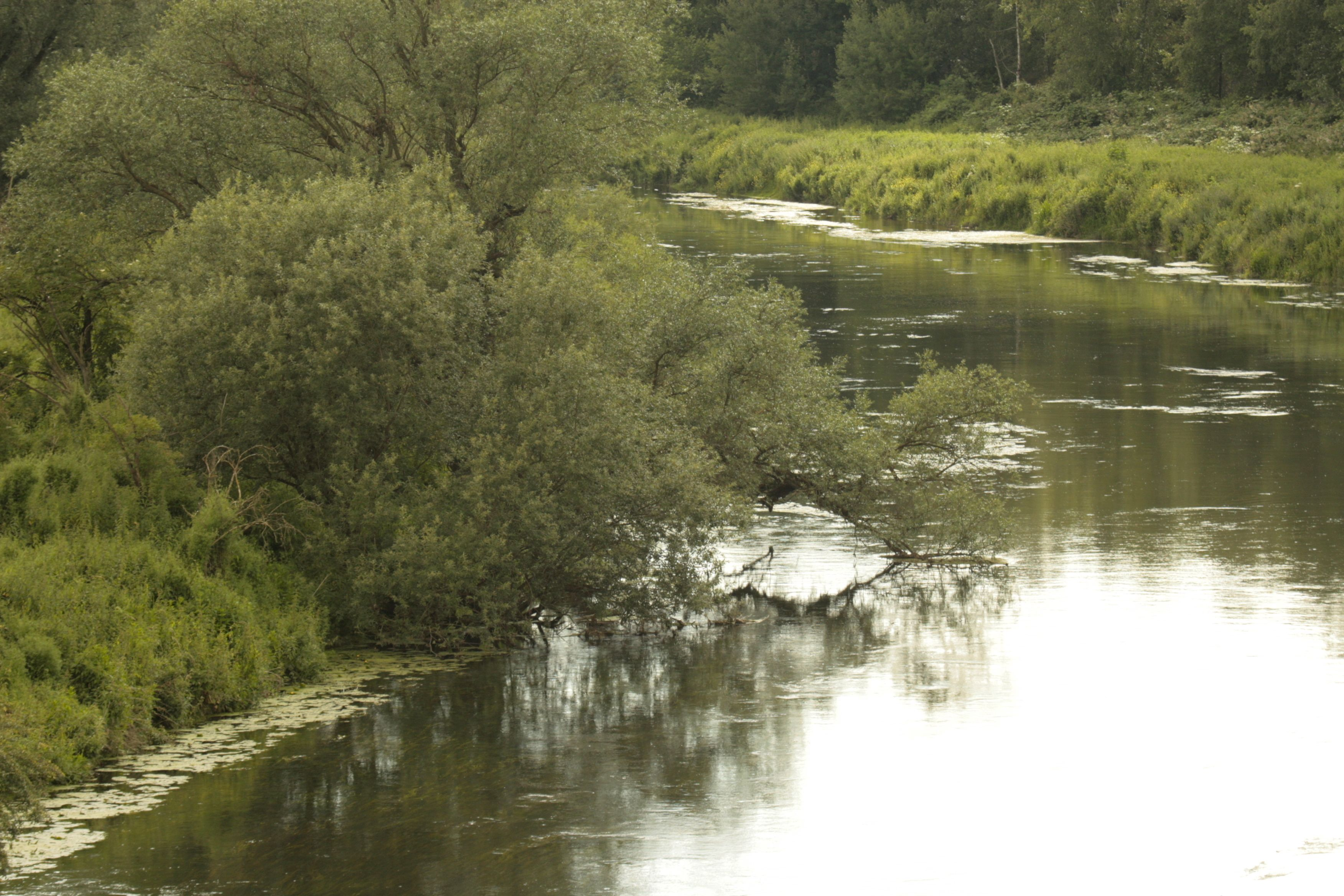
Ooibos aan de Lippe bij Lünen (natuurreservaat)
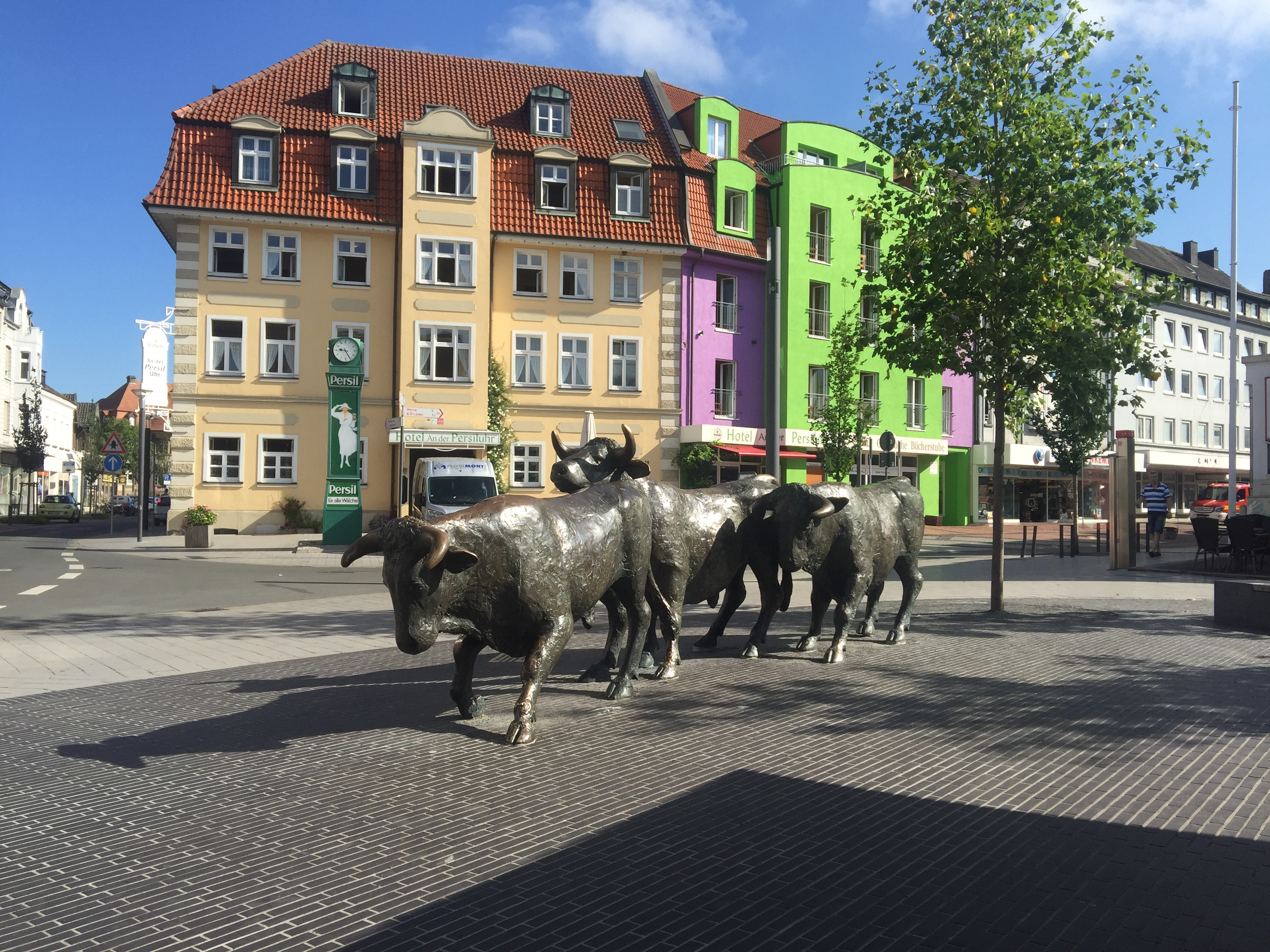
Standbeeld Ochsenzug
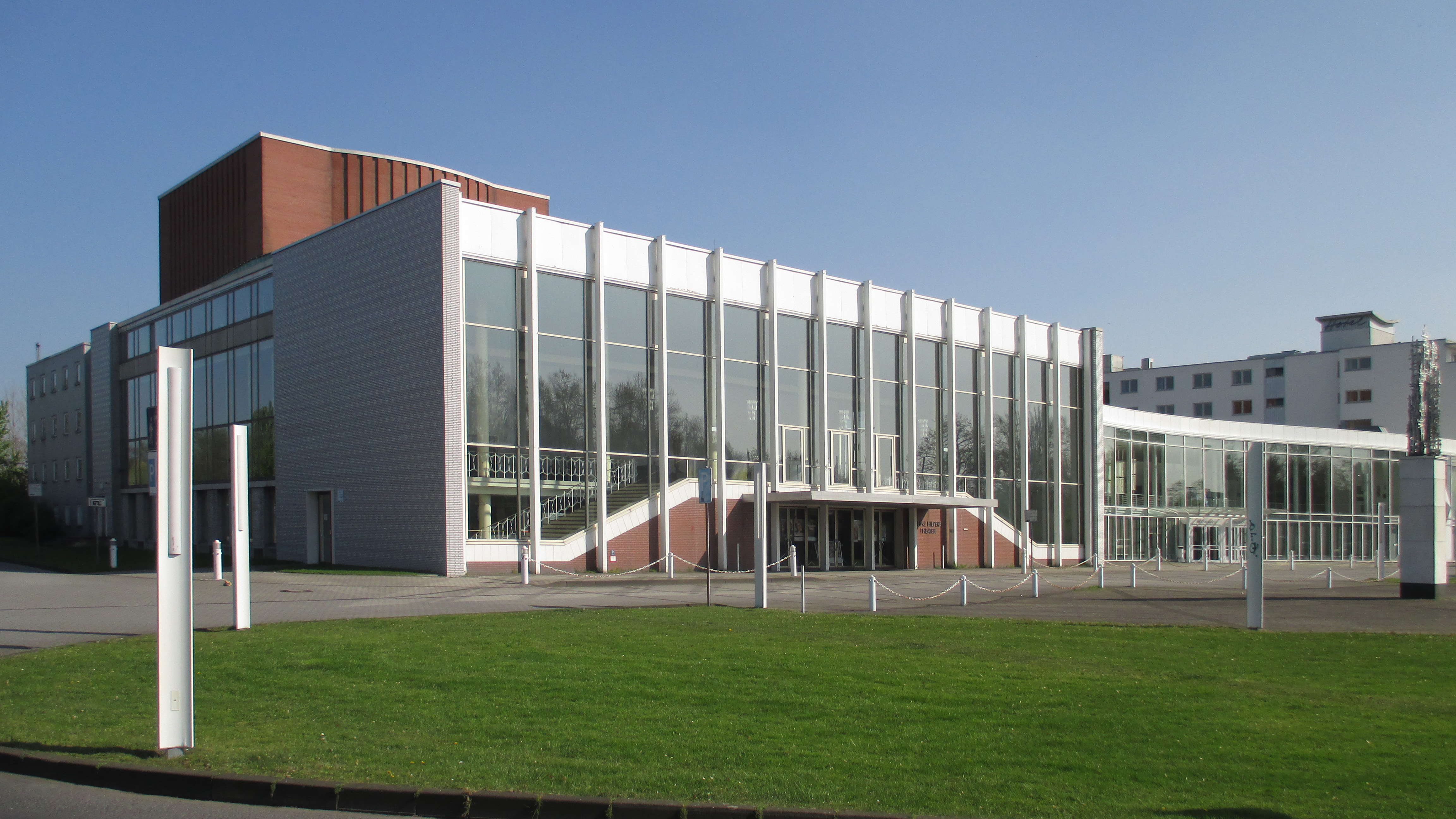
Heinz-Hilpert-Theater